# Неформат (телесериал)
«Неформа́т» — российский телесериал в жанре драмеди. Производство компаний «Yellow, Black and White» и «Киномеханика». Премьера состоялась 3 марта 2014 года на телеканале СТС. Рейтинги проекта оказались ниже ожидаемого, после чего показ был перенесен с вечернего праймтайма 21:00 на ночной показ в 00:30. Всего было показано 20 серий первого сезона. Сериал является оригинальным отечественным продуктом.

## Сюжет
Ночное ток-шоу «Открытый разговор» когда-то было хитом «Открытого канала»: острые темы, небанальные гости, обаятельный ведущий, увлекательные дискуссии. Все это осталось в прошлом — в новом сезоне «Открытый разговор», скорее всего, уйдет из эфира… Внезапно судьба некогда рейтингового телепроекта оказывается в руках двух абсолютно разных людей: экстравагантного телеведущего и неопытной, но амбициозной девушки-продюсера.
Начинающий продюсер «Открытого канала» Ирина Серебрякова (актриса Мария Козакова) неосторожно критикует начальство в своем личном блоге. Её откровения попадаются на глаза генеральному директору, и после громкого скандала Ирину… нет, не увольняют, а назначают продюсером «Открытого разговора» — в расчете на то, что её карьера погибнет под обломками некогда популярного проекта. Кроме того, в этот же момент от героини уходит жених, и она остается без крыши над головой. Но не тут-то было…
Ирина бросает все силы на возрождение ток-шоу и собирает новую команду. Все они — профессионалы своего дела, однако каждый со своими «тараканами» в голове — больше с ними просто никто не захотел связываться. Но главную ставку Ирина делает на нового ведущего Романа Арсеньева (актер Гоша Куценко) — прекрасного актера и блистательного шоумена, который одним своим появлением может легко увлечь любого, даже самого привередливого зрителя. Правда, существует проблема. Роман — запойный пьяница, полностью разрушивший свою карьеру. С ним уже давно не желают иметь дела не только коллеги, но даже друзья и близкие. Однако все минусы Романа Ирина превращает в большой плюс — такому «сбитому летчику» просто некуда деваться. И сам новоиспеченный ведущий, и его подход к ведению шоу неформатны по всем телевизионным канонам. Но именно это и привлекает зрителей.
С первого выпуска обновленный «Открытый разговор» с Романом Арсеньевым набирает обороты. Каждый эфир притягивает зрителей своей оригинальностью. Однако мало кто знает, что самое интересное в программе возникает скорее спонтанно, нежели продуманно, и является следствием непредсказуемого поведения Романа как в кадре, так и за кадром.

## В ролях

### Главные роли
- Гоша Куценко — Роман Арсеньев, актёр[6]
- Мария Козакова — Ирина Серебрякова, начинающий телепродюсер[7]
- Константин Юшкевич — Борис Живов, бывший актёр, ныне — друг и агент Арсеньева
- Антон Хабаров — Андрей Волин, исполнительный продюсер и новый парень Ирины
- Лиана Ермакова — Светлана Колпина, директор программы и лучшая подруга Ирины
- Сергей Годин — Сергей Мухин, бывший жених Ирины
- Сергей Походаев — Артём, сын Арсеньева
- Сергей Стёпин — бомж по прозвищу «Граф»
- Елена Корикова — Екатерина Полипская, бывшая жена Арсеньева
- Сергей Бурунов — Аркадий, кинорежиссёр
- Андрей Межулис — Василий Жуков, генеральный директор
- Сергей Ланбамин — Юрий Лебедев, программный директор
- Сергей Друзьяк — Стас, помощник и клоун

### Приглашённые гости
- Евгений Гришковец — в роли себя (6 серия)
- Анатолий Вассерман — Академик Антонов (10 серия)
- Бьянка — Милена, поп-певица (13 серия)
- Пётр Красилов — Игорь Коношенко, актёр (16 серия)

## Список серий
Всего планировалось 2 сезона, но из-за низких рейтингов съемки второго сезона были отменены.

1 сезон: с 3 марта по 27 апреля 2014.

## Создатели о сериале
Часто бывает так, что проекты, которые не вписываются в существующий формат канала, могут стать его главными хитами. СТС не так давно удивил очень многих, когда среди наших комедийных историй вдруг появилась мистическая «Закрытая школа». Но это сработало, получился настоящий хит. Так же выстрелил «Выжить После». Именно благодаря таким ходам СТС остается флагманом развлекательного телевидения. На этот раз в «Неформате» мы заходим на хорошо знакомую нам территорию телевидения и кино, мы продолжаем экспериментировать с темами, сюжетами и жанрами. Делаем то, что у нас хорошо получается. «Неформат» продолжает созданный нами тренд — участие в праймовых проектах СТС выдающихся актеров. Так было с Дмитрием Назаровым и «Кухней», так было с Дмитрием Нагиевым и «Два отца и два сына». В новом проекте история будет строиться вокруг Гоши Куценко, так же актера высшей категории. Зрителям всегда была интересна обратная сторона телевидения, все, что происходит по другую сторону камеры. Именно это мы покажем в нашем проекте «Неформат».— Вячеслав Муругов

Смотреть на закулисье телевизионной жизни интересно, многим зрителям ведь хочется попасть по другую сторону экрана.  Но телевидение — это всего лишь фон, локация, одно из мест действия! Наш сериал не о нем, а о ценностях, любви, ненависти, глупости — о людях и для людей.— Антон Федотов

## Рейтинг сериала в России
Руководство телеканала СТС решило не афишировать статистические данные рейтингов, но по заявлению руководителей канала, они были чрезвычайно низкими, вследствие чего сериал ушел из вечернего праймтайма в ночной показ, потеряв при этом немалую аудиторию.